# Marie Vareille
Marie Vareille (Montbard; 27 de febrero de 1985) es una novelista francesa cuyas 6 primeras novelas alcanzaron los 400 000 ejemplares vendidos.

## Biografía

### Educación
Marie Vareille se ha graduado en la ESCP Business School y en la Universidad Cornell.

### Carrera literaria
Su primera novela, Ma vie, mon ex et autres calamités, cuenta la historia de Juliette, una chica simple y sin historia cuya vida cambia de un día para otro. Un despido sorpresa y una ruptura amorosa inesperada van a llevar a esta protagonista hasta las Maldivas donde va a intentar recuperar a su ex. Este va a resultar ser un camino lleno de numerosas sorpresas y de múltiples qui pro quo.
Su segunda obra, Je peux très bien me passer de toi, salió a la venta en junio de 2015. Esta narra la historia de dos amigas casi treintañeras que tratan de cambiar sus vidas después de haber hecho un pacto. La primera de estas dos amigas, Chloé Lacombe, deberá instalarse en el campo para así escribir su primera novela y renunciar al estrés de la vida parisina. La segunda, Constance Delahaye, deberá ir en contra de su naturaleza romántica y apuntarse a unos cursos de seducción con el fin de terminar con su larga soltería.
Su tercera obra, Elia, la passeuse d’âmes, salió a la venta en mayo de 2016. Se trata del primer tomo de una trilogía que cuenta la historia de una adolescente de 16 años llamada Elia. Esta ejerce como médium en la ciudad de Palatium, capital de un mundo dividido en tres castas: los Kornésiens que representan la élite, los Askaris que son los comerciantes y los Nososbas quienes han sido esclavizados. Elia pertenece a la casta de los Kornésiens y en su trabajo como médium se dedica a sacrificar a las personas que son consideradas inútiles para la sociedad. Un día, Elia se encuentra cara a cara con una situación muy particular ya que debe acabar con la vida de un opositor al régimen.Elia decide desobedecer poniendo así su vida en peligro. El segundo tomo de la trilogía, Elia, la passeuse d’âmes Tome 2: Saison Froide, fue publicado en enero de 2018. La trilogía finaliza con el último tomo, Elia, la passeuse d’âmes Tome 3: Saison Chaude, que fue publicada en marzo de 2019.
Su cuarta novela, Là où tu iras, j’irai, fue publicada en marzo de 2017 en la editorial Fayard/Mazarine. Esta nueva comedia familiar y rocambolesca pone en el punto de mira a Isabel, una actriz fracasada y adolescente perpetua de 32 años quien, después de haber rechazado la proposición de matrimonio de su amigo Quentin, con la excusa de que ella no quiere tener hijos, va a dejarse convencer por Adriana para aceptar una misión secreta a cambio de dinero. Isabelle deberá ir a Italia para seducir a Jan Kozlowski, padre de Adriana, para así evitar que éste joven viudo se vuelva a casar. Ella deberá interpretar el rol de la niñera inglesa perfecta y ocuparse de sus 3 hijos problemáticos.
En junio de 2019, Vareille publicó La vie rêvée des chaussettes orphelines, su séptima novela, junto con la editorial Charleston. Esta obra se centra en la historia de Alice, una joven americana que se instala en París para reconstruirse y que participa en una start-up cuyo proyecto es reunir calcetines huérfanos por todo el mundo, y en su hermana pequeña Scarlett, amante de la música.
Marie Vareille junto con Isabelle Alexis, Tonie Behar, Adèle Bréau, Marianne Levy et Sophie Henrionnet forman parte del Colectivo de autoras de comedias románticas a la francesa (Collectf d’auteures de comédies romantiques à la française). Juntas escribieron Y aura-t-il trop de neige à Noël?, una colección de novelas de Navidad que apareció en noviembre de 2017 y Noël et préjugés que apareció en noviembre de 2019.
Además, es la autora de una guía práctica llamada Ecrire un roman: Comment devenir écrivain, écrire un livre et le faire publier (2017) donde da consejos y métodos de escritura. Marie tiene su propio canal de Youtube llamado Marie lit en pijama.

### Familia
Marie es la hija de Hélène Vareille, fundadora y presidenta de la Fundación Vareille, y Pierre Vareille, directivo de empresa.

## Premios
Gracias a su segunda novela, recibió el Premio de Lectoras 2015 de la revista en línea femenina Confidentielles le Joli Rendez-Vous.
Marie Vareille fue premiada con la estrella 2016 a la mejor novela juvenil (Elia, la passeuse d’âmes) por el periódico Le Parisien en diciembre de 2016. También ha sido galardonada con el Premio Pierre Bottero en 2017 otorgado por el festival Les Oniriques así como el Premio Les Dévoureurs des Livres y el Premio de la Peep Maroc.

## Obras
- Marie Vareille, Ma vie, mon ex et autres calamités City editions, París, 2014.
- Marie Vareille, Je peux très bien me passer de toi Charleston, París, 2015.
- Marie Vareille, Elia, la passeuse d'âmes Pocket Jeunesse, París, 2016-2019.
- Marie Vareille, Là où tu iras j’irai Fayard/Mazarine, París, 2017.
- Team Romcom, Y aura-t-il trop de neige à Noël? Charleston, París, 2017.
- Marie Vareille, Ecrire un roman: Comment devenir écrivain, écrire un livre et le faire publier Amazon Media, París, 2017.
- Marie Vareille, La vie rêvée des chaussettes orphelines Charleston, París, 2019.
- Team Romcom, Noël et Préjugés Charleston, París, 2019.